# Jan Oblak
Jan Oblak (Škofja Loka, 7 de janeiro de 1993) é um futebolista esloveno que atua como goleiro. Atualmente defende o Atlético de Madrid.

## Clubes

### Início
Nascido em Škofja Loka, Eslovénia, Oblak se mudou aos 10 anos de idade para o NK Olimpija Ljubljana. Clube esse no qual Oblak estreou profissionalmente na temporada 2009–10, aos 16 anos, pela Prva Liga. 

### Benfica
Em 14 de junho de 2010, foi contratado pelo Benfica, aos dezessete anos de idade.

### Empréstimos
Em 30 de agosto de 2010 foi emprestado ao Beira-Mar. Com poucas oportunidades, em 30 de janeiro de 2011 foi emprestado ao Olhanense até o final da temporada 2010–11. Em 16 de agosto de 2011, Oblak foi emprestado para o União de Leiria. No dia 11 de junho de 2012 foi emprestado ao Rio Ave.

### Retorno ao Benfica
Após boa temporada atuando pelo Rio Ave, Oblak retornou ao Benfica para a temporada 2013–14. No dia 26 de agosto de 2013, renovou o seu contrato com o Benfica até 2018.
Em 15 de dezembro de 2013, Oblak fez a sua estreia pelo Benfica na Primeira Liga, ao entrar no lugar de Artur, aos 69' minutos, na vitória por 3–2 sobre o Olhanense. Em 12 de janeiro de 2014, após se consolidar como titular com Jorge Jesus, Oblak se destacou na vitória por 2–0 sobre o rival, Porto. Se destacou também no empate em 0 a 0 contra a Juventus, pelas semi-finais da Liga Europa da UEFA, que classificou o Benfica para a final.
Suas boas atuações lhe renderam o prêmio de Melhor Goleiro do Ano da Primeira Liga em 6 de julho de 2014.[carece de fontes?]

### Atlético de Madrid
Em 16 de julho de 2014 transferiu-se ao Atlético de Madrid por seis temporadas. O Atlético de Madrid pagou 16 milhões de euros. Tornando assim, Oblak, na época, o goleiro mais caro da história da La Liga. Estreou pelos colchoneros, no dia 14 de agosto de 2014, contra o Real Madrid, pela Supercopa da Espanha de 2014, substituindo Miguel Moyà que começou a temporada como titular.
Assumiu a titularidade em definitivo do Atlético de Madrid em 17 de março de 2015 com a lesão de Miguel Moyà, que mesmo após recuperar-se, tornou-se reserva, após destaque de Oblak.
Em 9 de fevereiro de 2016, a Oblak foi recompensada com uma prorrogação do contrato até 2021, com uma cláusula de liberação de £ 77,5 milhões. Em 3 de maio de 2016, Oblak salvou o pênalti de Thomas Müller na Allianz Arena na segunda partida das semifinais da Liga dos Campeões da UEFA. Embora o Atlético tenha perdido a partida por 2–1, avançou para a final com gols fora. Oblak foi incluído na Seleção da temporada da Liga dos Campeões da UEFA de 2015–16. Quando a temporada da La Liga terminou, ele ganhou o troféu Ricardo Zamora de melhor goleiro, tendo sofrido somente 18 gols em 38 jogos, igualando o recorde de 22 anos do goleiro do Deportivo de La Coruña, Francisco Liaño.
Oblak foi novamente incluído na Seleção da Liga dos Campeões da UEFA de 2016–17 e também ganhou o segundo troféu consecutivo Ricardo Zamora, de melhor goleiro.  Oblak também foi indicado para o Ballon d'Or 2017, onde terminou em 26º com 4 votos.

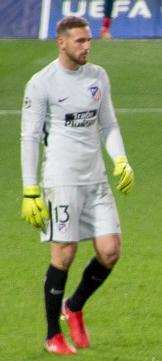
Oblak em 2017

Em 28 de janeiro de 2018, Oblak jogou sua 100ª partida pelo Atlético, quando começou o jogo contra o Las Palmas. Nos 100 jogos da La Liga, ele manteve 59 golos e sofreu apenas 54 gols.
Como o título da Liga Europa da UEFA, ele foi incluído na Seleção da Europa League desta temporada. No final da La Liga, ele ganhou o troféu Ricardo Zamora pela terceira vez consecutiva, tendo sofrido apenas 22 gols em 37 jogos. Ele também recebeu o prêmio de Melhor Goleiro da La Liga pela terceira temporada consecutiva, tornando-se o primeiro goleiro a ganhar o prêmio três vezes. Ele foi incluído na lista final do Ballon d'Or de 2018 novamente, desta vez recebendo dois votos ao terminar em 25º na lista final.
Em 6 de novembro de 2018, Oblak manteve um clean-sheet em uma vitória em casa por 2–0 sobre o Borussia Dortmund nas fases de grupos da UEFA Champions League. Ao fazer isso, ele manteve seu 100ª clean-sheet pelo Atlético, feito que ele conseguiu em 178 jogos. Em 17 de abril de 2019, Oblak renovou o contrato por quatro anos com o Atlético, mantendo-o no clube até 2023.
No final da temporada, Oblak ganhou o troféu Ricardo Zamora pela quarta temporada consecutiva, igualando o recorde de Víctor Valdés pela maioria dos troféus consecutivos de Zamora conquistados. Ele também foi premiado com o prêmio de Melhor Goleiro da Liga da temporada pela quarta vez consecutiva.[carece de fontes?]
No dia 16 de agosto de 2019, antes do início da temporada 2019–20, Oblak tornou-se o vice-capitão do Atlético de Madri. Em 11 de março de 2020, após a vitória do Atlético por 3–2 sobre o atual campeão da UEFA Champions League, Liverpool, pelas oitavas-de-finais da Champions League, Oblak recebeu o prêmio de Homem do Jogo pela UEFA, depois de fazer nove defesas, ajudando os colchoneros a progredir na Champions League.

## Seleção Eslovena
Estreou pela Seleção Eslovena em 11 de setembro de 2012, contra a Noruega, em partida válida pelas Eliminatórias Europeias da Copa do Mundo de 2014. Em 6 de setembro de 2019, na partida contra a Polônia, pelas Eliminatórias da Eurocopa, Oblak tornou-se capitão da Seleção Eslovena.

## Títulos
Benfica
- Campeonato Português: 2013–14
- Taça de Portugal: 2013–14
- Taça da Liga: 2013–14

Atlético de Madrid
- Liga Europa da UEFA: 2017–18
- Supercopa da UEFA: 2018
- Campeonato Espanhol: 2020–21
- Supercopa da Espanha: 2014

### Prêmios individuais
- Melhor Goleiro da Primeira Liga: 2013–14
- Futebolista Esloveno do Ano: 2015, 2016, 2017, 2018, 2020, 2021
- Futebolista Jovem Esloveno do Ano: 2012, 2013
- Melhor Goleiro da La Liga: 2015–16,[29] 2016–17, 2017–18, 2018–19, 2020–21
- Troféu Zamora: 2015–16,[30] 2016–17, 2017–18, 2018–19, 2020–21
- Seleção da Liga dos Campeões da UEFA: 2015–16, 2016–17, 2019–20
- Seleção da Liga Europa da UEFA: 2017–18
- 42º melhor jogador do ano de 2016 (The Guardian)[31]
- 32º melhor jogador do ano de 2016 (Marca)[32]
- Melhor Jogador da La Liga: 2020–21[33]
- Jogador do Mês da La Liga: Maio de 2021
- Equipe do Ano ESM: 2020–21